# مينديز ألفارو (محطة مترو أنفاق مدريد)
مينديز ألفارو (بالإسبانية: Méndez Álvaro)‏ هي محطة مترو أنفاق في مدريد في إسبانيا، تقع على الخط رقم 6.